# Schlacht bei Grocka
Die Schlacht bei Grocka, auch als Schlacht bei Krotzka (oder Krotska) bezeichnet, fand während der Russisch-Österreichischen Türkenkriege (1736–1739) am 22. Juli 1739 bei Grocka statt, das nur etwa einen Tagesmarsch von Belgrad entfernt lag. Die Auseinandersetzung zwischen der osmanischen und der österreichischen Armee in Serbien endete mit einem Sieg der osmanischen Truppen. Die unerwartete Niederlage bewog den Wiener Hof, einen Friedensschluss mit der Pforte anzustreben.

## Vorgeschichte
Im Jahr 1735 hatte Russland einen weiteren Krieg mit dem Osmanischen Reich begonnen. Obwohl die militärischen Operationen günstig für Russland verliefen, wurde Österreich 1737 gebeten, als sein Verbündeter einzugreifen. Kaiser Karl VI. griff mit seinem Heer auf dem Balkan an, was dem Sultan Mahmud I. eine zweite Front aufzwang. Bei einem erfolgreichen Verlauf des Krieges winkte dort für Österreich als Teil des Reiches territorialer Zuwachs. Das Kriegsgeschehen zwischen Österreich und den osmanischen Streitkräften war indessen bis zum Sommer 1739 eher zurückhaltend.
Zum Oberbefehlshaber der österreichischen Truppen auf dem Balkan war Georg Olivier von Wallis ernannt worden. Er war ein erfahrener Militär, der an vielen Feldzügen und Schlachten teilgenommen und bereits unter Prinz Eugen von Savoyen in der Schlacht von Peterwardein am 5. August 1716 mitgekämpft hatte. Karl VI. hatte ihm den Befehl gegeben, den Feind bei der erstbesten Gelegenheit anzugreifen. Auch auf türkischer Seite hatte es einen Wechsel im Kommando der Truppen gegeben. Neuer Pascha war Humbaracı Ahmet Paşa geworden, ein Franzose, der zum Islam konvertiert und in die Dienste des Sultans getreten war. Mit seiner mitgebrachten Erfahrung im Kriegshandwerk hatte er die Truppen umstrukturiert, die Befehlsgewalt neu organisiert und der Artillerie mehr Bedeutung eingeräumt.

## Schlachtverlauf
Den Österreichern war bekannt geworden, dass eine starke osmanische Armee in Richtung Belgrad vorrückte. Daher zogen ihnen kaiserlich-österreichische Verbände, begleitet durch Schiffe auf der Donau, entgegen. Da berichtet wurde, dass einige türkische Einheiten bei Grocka aufgetaucht seien, machten sich am Abend des 21. Juli einige Einheiten aus ihren Quartieren in der Festung Belgrad auf den Weg, um die Gegner zu bekämpfen. Das Hauptheer folgte den Vorausabteilungen. Ein Fehler der Kavallerie führte dazu, dass sie eine falsche Straße wählte. Sie wendete dann und preschte im Galopp der Infanterie nach, was die Vereinigung der Truppen um eine Stunde verzögerte. Die Fußtruppen machten den Reitern auf der Straße Platz. Als der Morgen anbrach, bemerkten die österreichischen Soldaten, dass sie sich in einer Talmulde zwischen zwei Hügeln befanden, die eine reiche natürliche Deckung (Wälder, Büsche, Weinberge) aufwies.
In dieser Geländesituation kam es zum Kontakt mit der osmanischen Vorhut. Bei den einsetzenden Kämpfen konnte sich die zuerst herangeführte Kavallerie der Österreicher geländebedingt nicht recht entfalten. Der Rückweg war durch eigene Kürassiere, die von den Hügeln unter Artilleriefeuer genommen wurden, blockiert. Wo der Feind genau stand, war wegen der für die Osmanen günstigen Deckung kaum auszumachen. Die nach dem Beschuss eingreifende türkische Infanterie, die ihnen den Rückweg durch einen Hohlweg abschneiden wollte, suchten Dragoner auf den Hügeln zu bekämpfen. Die zurückeilenden Reiter sorgten aber für weitere Verwirrung in den eigenen Reihen. Hinter den erwarteten Vorhuteinheiten war indessen schon die Hauptstreitmacht der Osmanen bis Grocka vorgedrungen, die ihre Reihen auf den Hügeln während der Schlacht stetig auffüllen konnte.
Ein Gegenangriff war wegen der Geländesituation und unklarem Überblick aussichtslos. Das Gros der angelangten kaiserlichen Infanterie versuchte ab acht Uhr auf dem rechten Flügel die Höhen zu erobern, was jedoch bis zum Einbruch der Dunkelheit vergeblich blieb. Das nur von wenigen osmanischen Kanonen auf den Hügeln ausgehende Feuer reichte aus, die auf ungeeignetem Terrain agierenden kaiserlich-österreichischen Einheiten im Tagesverlauf erheblich zu dezimieren.
Auf kaiserlicher Seite waren am Ende 2.519 Tote und 2.956 Verletzte auf dem Schlachtfeld geblieben.
In der Nacht konnten sich die Überlebenden Richtung Belgrad zurückziehen und ihre geborgenen Verletzten mitnehmen. Das osmanische Heer begann nach seinem Erfolg unverzüglich mit der Belagerung von Belgrad.
Die Schlacht forderte unter der österreichischen Generalität viele Opfer:
- Feldmarschall-Lieutenant Freiherr Christof von Fellner von Feldegg
- Feldmarschall-Lieutenant Freiherr Johann Georg von Wittorf
- Generalfeldwachtmeister Graf Johann Josef von Caraffa
- Generalfeldwachtmeister Prinz Alexander von Hessen-Rotenburg
- Generalfeldwachtmeister Freiherr Christian Ludwig von Lersner
- Generalfeldwachtmeister Prinz Ludwig von Waldeck

## Folgen
Die Niederlage von Grocka hatte eine gewaltige psychologische Wirkung. Nach den markanten Siegen gegen die Türken unter Prinz Eugen von Savoyen war allgemein ein schneller und erfolgreicher Feldzug erwartet worden. Der Schock der Niederlage ließ den Hof in Wien in höchste Sorge geraten und es wurde ein Frieden um jeden Preis mit dem Gegner gesucht. Wien bediente sich dabei der Vermittlung des französischen Botschafters in Konstantinopel, Louis Saveur, Marquis de Villeneuve. Bei den Verhandlungen in Belgrad konnte das Osmanische Reich die Rückgabe fast aller seit 1718 von Österreich eroberten Gebiete durchsetzen: Serbien, Teile der Walachei, ein Landstreifen in Bosnien und Belgrad – nur das Banat blieb Österreich. Am 1. September wurde ein Vorfriede, am 18. September 1739 der Frieden von Belgrad geschlossen, den im Auftrag des Kaisers Wilhelm Reinhard von Neipperg verhandelt hatte. Nach dem Ausscheiden seines Verbündeten beendete auch Russland im Vertrag von Nissa (heute Niš) am 3. Oktober 1739 den Krieg mit den Osmanen.
Feldmarschall Wallis wurde mit einigen Offizieren als Verantwortlicher der Niederlage vor ein Kriegsgericht gestellt und wegen fahrlässiger Ausübung seiner Pflichten zu einer Haftstrafe auf der Festung Spielberg verurteilt. Nach dem Tod Karls VI. begnadigte ihn nach drei Monaten Maria Theresia.